# Llista d'insectívors del Solsonès
Els mamífers insectívors del Solsonès pertanyen a dues famílies: els erinacèids i els tàlpids.

## Família dels erinacèids

### Eriçó comú

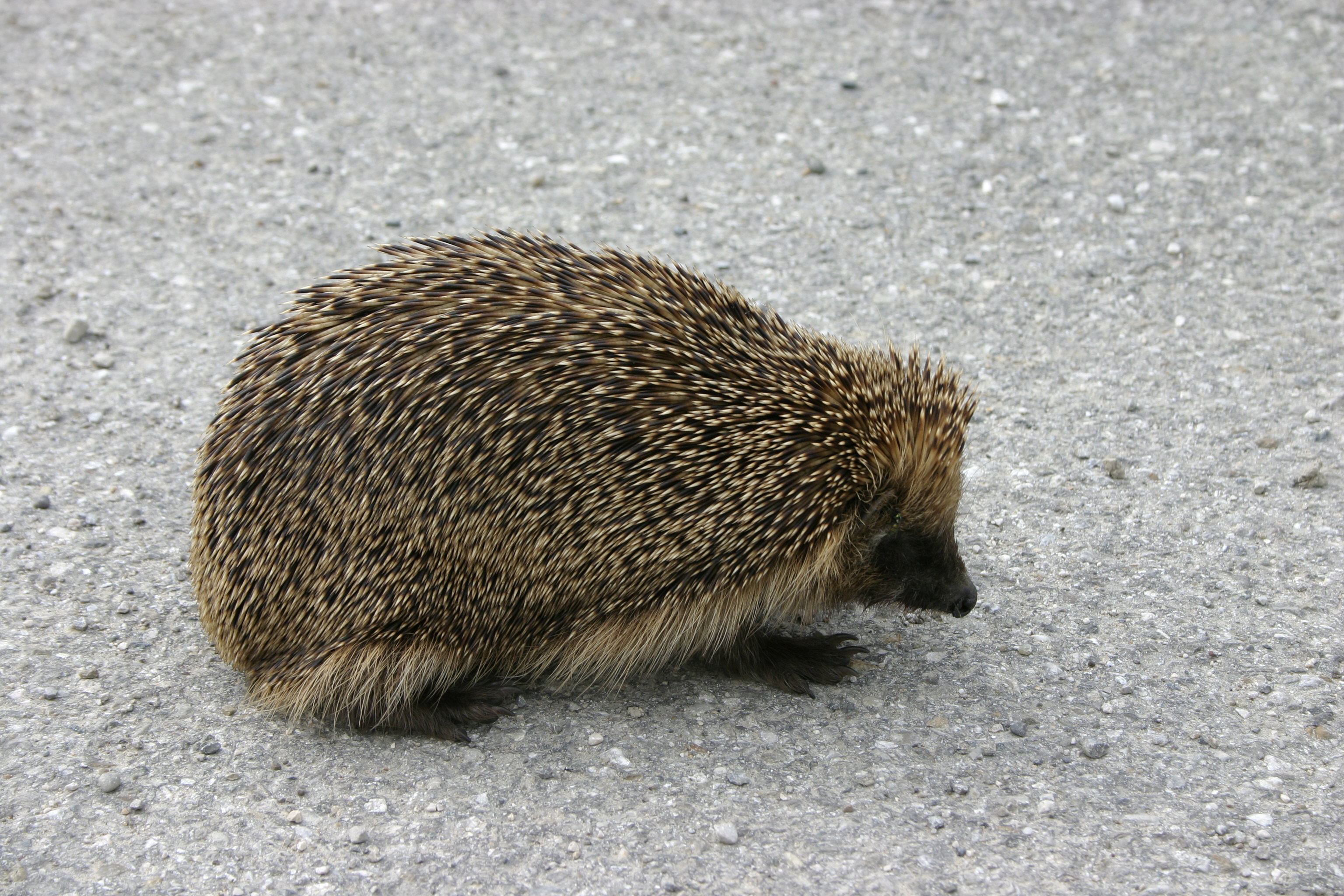
Eriçó comú

L'eriçó comú o eriçó fosc fins als anys noranta es considerava una espècie molt rara al Solsonès. De fet, en molt dels llocs on actualment se'l troba, feia més de 30 anys que no se n'observava cap exemplar. Va ser a partir de la segona meitat de la dècada dels noranta que es va observar un increments poblacional, sobretot a les planes cerealístiques del centre de la comarca.
Actualment, doncs, és força abundant en aquesta àrea, especialment al voltant de Solsona, on se n'han pogut localitzar més de tres parelles per km².
També és present al llarg del Cardener (des del límit provincial fins a la Llosa del Cavall i als trams inferiors de la Ribera Salada i de l'Aigua d'Ora, així com a les àrees de muntanya baixa amb conreus i bosquines de Llobera, Olius i Pinell. A les muntanyes de mitjana altitud es fa més escàs però se n'ha detectat fins als 1.200 m a Cambrils.

### Eriçó clar
L'eriçó clar o eriçó africà fins al 2005 es considerava una espècie absent a la comarca tot i sospitar-se que era present en sectors fronterers del Bages i a la Segarra. La seva presència, però, es va confirmar en l'esmentada data amb la troballa d'una família que va criar en una pallera de l'Hostalet de Molins (Llobera)

## Família dels tàlpids

### Musaranya aquàtica pirinenca
La musaranya aquàtica pirinenca és una espècie molt lligada als cursos d'aigua nets, ben oxigenats i rics en invertebrats de les àrees de muntanya, normalment per sobre dels 900 m d'altitud. A les zones frontereres de la comarca, és freqüent a la part alta de l'Aigua de Valls, des de Gósol fins a Feners (Saldes). Al Solsonès, encara que no s'ha pogut acabar d'assegurar la seva presència, és molt probable que ocupi trams d'aquest mateix riu en indrets de dins de la comarca. També es tenen indicis que es troba a la part alta de l'Aigua d'Ora.

### Musaranya comuna

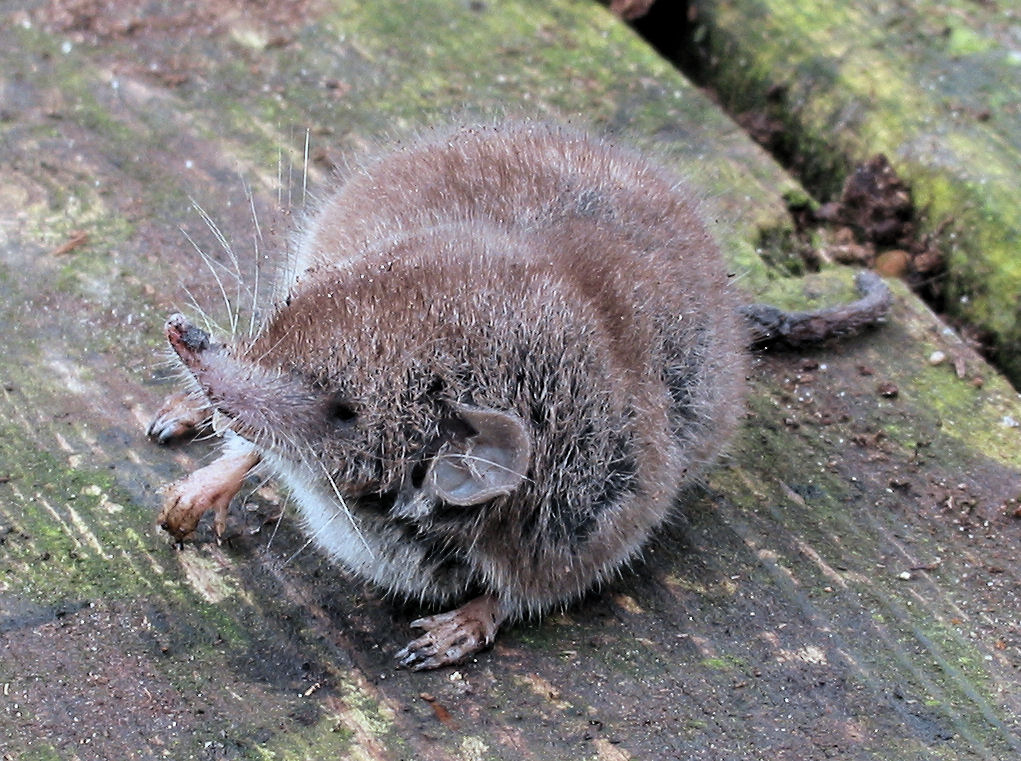
Musaranya comuna

La musaranya comuna és l'espècie de musaranya més comuna a la comarca. Es troba des de les terres baixes fins a les de la muntanya mitjana, en àrees amb precipitacions inferiors als 1.000 mm i temperatures superior als 5 °C. Sembla que s'endinsa poc als dominis de la roureda amb boix i del pi roig, tot i que se n'ha localitzat en àrees subalpines del Port del Comte, a 1.800 m. d'altitud.
Un indici prou clar de la seva abundància ho denota el fet que és un dels micromamífers, juntament amb el talpó comú, més consumits per l'òliba comuna, segons posen de manifest els estudis d'egagròpiles realitzats a la comarca.
També sembla força abundant en àrees en regeneració a causa d'haver estat afectades per incendis.

### Musaranya cuaquadrada

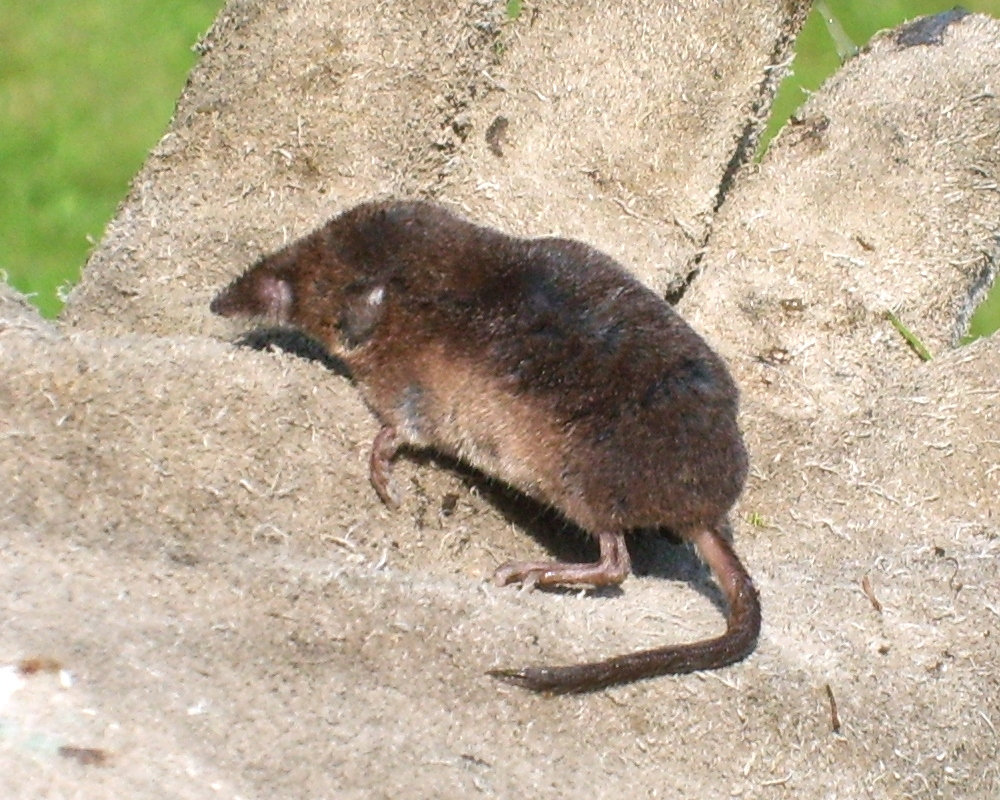
Musaranya cuaquadrada

La musaranya cuaquadrada és una espècie que viu en ambients frescos i humits. Al Solsonès, l'eixutesa ambiental fa que sigui absent a la major part del territori comarcal. De fet, en cap egagròpila o exclement analitzat procedent del sud, centre i nord-oest de la comarca, s'hi ha trobat mai. Segurament és més freqüent a mesura que es guanya altitud cap al sector nord-est de la comarca on les condicions ambientals li són més favorables.
Fet i dit, aquesta espècie de musaranya, com altres espècies de vertebrats d'ambients euro-siberians, mostra un patró de distribució ben diferent a banda i banda del riu Cardener. Així, mentre que al Berguedà està força ben distribuïda i arriba a àrees meridionals de la comarca, on conviu amb la musaranya comuna i, fins i tot, amb la musaranya etrusca, a la banda de ponent del Cardener sembla molt escassa. Es pot dir, doncs, que, pel que fa al Solsonès, és una espècie molt localitzada, amb dades computades únicament a Busa i a Guixers, cosa que comporta que aquestes localitzacions siguin les més meridionals de totes les comarques lleidatanes.

### Musaranya menuda
La musaranya menuda és més abundant a l'alta i mitjana muntanya humida del sector nord-est de la comarca que als sectors més occidentals i meridionals per sota dels 1.000 m. d'altitud, on segurament en la majoria de zones hi és absent. Al sector nord de la comarca probablement hi és ben distribuïda, amb poblacions mitjanament abundants, tot i que es disposa de poques dades d'aquesta àrea. A mesura que ens endinsem en els ambients submediterranis de l'oest i el sud comarcal, les poblacions són més localitzades, i es troben en forma irregular lligades a torrents i a petits ambients humits, rouredes i pastures amb bardisses ombrívoles. En aquests sectors ha estat trobada a Solsona, Navès i Sant Ponç cap als 600 m. d'altitud. L'indret més meridional on s'ha localitzat és a la Costa del Xerpell

### Musaranya etrusca
La musaranya etrusca (el mamífer més petit del món) ocupa els sectors meridionals de la comarca i s'ha trobat a la majoria de municipis del terç sud comarcal: Pinell, Llobera, Solsona, Clariana i Navès. També a Montpol (Lladurs).
No s'ha trobat per sobre dels 900 m. encara que podria ser present en ambients de munyana mitjana fins als 1.500 m.